# Torben Harder
Torben Harder, född 1970, är en dansk vattenpolospelare. Han har vunnit 24 danska mästerskap med Frem Odense, fler danska mästerskap än vad någon annan har vunnit i en lagsport.